# Infração de menor potencial ofensivo
Infração de menor potencial ofensivo é um conceito jurídico concebido para designar os crimes de menor relevância, com ações julgadas e processadas pelos  Juizados Especiais Criminais. Conforme a Lei n.º 9.099/95, em sua redação original, seriam consideradas infrações de menor potencial ofensivo os crimes e contravenções com pena cominada em até um ano. Mas, para estender o carácter de agilidade, desafogando os sobrecarregados Juizados Criminais Comuns, a Lei n.º 10.259/01, combinada com a Lei n.º 11.313/06, ampliou o leque da competência dos Juizados Especiais, para a apreciação de processos penais de crimes com penas cominadas em até dois anos.
No ato de flagrância do cometimento de uma infração de menor potencial ofensivo, a autoridade policial, conforme a lei específica dos Juizados Especiais, não conduzirá preso o autor, nem lavrará auto de prisão em flagrante (desde que o autor assuma o compromisso de comparecer em juízo na data aprazada), lavrará o Termo Circunstanciado colhendo o compromisso do autor de comparecer em juízo quando intimado e encaminhará o Termo Circunstanciado ao Juizado Especial, caso o autor se recuse a assinar o compromisso de comparecimento, ele deverá ser preso em flagrante e conduzido a uma Delegacia de Polícia para o registro da ocorrência da mesma forma que é realizado para qualquer outro flagrante.

## Referência legal

### Lei n.º 9.099/95
Art. 61.  Consideram-se infrações penais de menor potencial ofensivo, para os efeitos desta Lei, as contravenções penais e os crimes a que a lei comine pena máxima não superior a 2 (dois) anos, cumulada ou não com multa. (Redação dada pela Lei nº 11.313, de 2006)

### Exemplos
- Lesão corporal leve
- Rixa
- Ameaça
- Violação de domicílio
- Dano
- Resistência
- Desobediência
- Desacato
- Prevaricação
- Vias de Fato
- Perturbação do sossego
- Direção perigosa (crime de trânsito)
- Dirigir inabilitado
- Confiar direção de veículo a pessoa inabilitada
- Posse de entorpecente para uso próprio